# Los Verdes (Japón)
Los Verdes, o también Greens Japan (緑の党), es un partido político japonés fundado el 28 de julio de 2012 en Tokio. Surge en un contexto de tensión política fuerte en el país, con la participación creciente de activistas a movimientos de oposición a la energía nuclear siguientemente al accidente nuclear de Fukushima. Es la continuación de las organizaciones Niji to Midori ("Arco Iris y Verdes") y Midori no Mirai ("El futuro Verde"), siendo fundado originalmente como asociación política el 22 de noviembre de 2008, y cual principal misión era de instalar un partido político Verde en la escena política nacional de Japón de forma duradera.
La fundación, muy reciente, recibió la aprobación de otras fuerzas políticas japonesas, incluida la de Green Active y de su líder, el antropólogo Shinichi Nakazawa. Este nuevo partido es considerado cómo desempeñandor de un papel mayor en las movilizaciones opuestas a la energía nuclear.